# Пальмеро (сыр)
Пальмеро (исп. Palmero) — испанский сыр из козьего молока, производимый на Канарских островах.
Сыр производится на небольших фермах по всему острову. Представлен сырами цилиндрической формы весом до 15 кг.

## Производство
Молоко собирают после дойки и свертывают до того, как оно остынет, при температуре 27—33 °С, с натуральным сычужным ферментом козлят. Коагуляция обычно занимает около 45 минут, после чего творог разрезают на мелкие зёрна для облегчения стекания сыворотки. Затем творог помещают в формы и прессуют, а затем оставляют стечь. После этого сыры солят снаружи сухой морской солью, собранной на острове. Некоторые сыры продаются в свежем виде, а некоторые в копчёном. Для копчения используется: скорлупа миндаля, сушёный кактус или канарская сосна. После копчения сыры оставляют созревать в местных пещерах или помещениях с кондиционерами, ставя их на пластиковую сетку, которая придаёт корке сыра узор. Сыры регулярно переворачивают, а корки натирают оливковым маслом.

## Вкус
Вкус чистый, характерный для козьего молока и естественной коагуляции с лёгкой кислинкой и лёгкой солоноватостью. Копчёный сыр имеет очень легкий дымный привкус.

## Внешний вид
Свежий сыр — мягкий, белого цвета. Более зрелые сыры твёрдые, но эластичные и имеют цвета от слоновой кости до бледно-кремового. Сыр режется легко, но могут быть видны очень маленькие углубления, равномерно распределённые по сыру.

## Корка
Корка у свежего сыра очень тонкая. У зрелых сыров она средней толщины и вся плоская поверхность обычно отмечена сеткой из маленьких квадратиков. Цвет может варьироваться от бледно-бежево-кремового до светло- или средне-коричневого, в зависимости от зрелости и способа копчения.

## Подача
Сыр пальмеро едят тонко нарезанными кусочками или жарят на гриле и едят с соусом мохо.